# Золотая каска
«Золотая каска» (фр. Casque d'or) — французский кинофильм режиссёра Жака Беккера, вышедший на экраны в 1952 году.

## Сюжет
Банда во главе с Феликсом Лека, орудующая в квартале Бельвиль, отправляется в данс-холл в Жуанвиль (фр.) на берега Марны. Тамошняя проститутка Мари, прозванная за свои блестящие волосы «Золотая каска», ссорится со своим нынешним дружком Роланом. В данс-холле появляется Раймон со своим другом детства Жоржем Манда, членом банды, который исправился и работает плотником. Опасная, разрушительная страсть между Мари и Жоржем вспыхивает на фоне соперничества и зависти в банде.

## В ролях
- Симона Синьоре — Мари «Золотая каска»
- Серж Реджани — Жорж Манда
- Клод Дофен — Феликс Лека
- Раймон Бюсьер — Раймон
- Вильям Сабатье — Ролан Дюпюи
- Гастон Модо — Данар
- Поль Барж — инспектор Джулиани
- Одетта Барансей — матушка Эжени

## Награды и номинации
- 1953 — премия BAFTA лучшей зарубежной актрисе (Симона Синьоре), а также номинация в категории «лучший фильм».
- 1956 — премия «Серебряная лента» Итальянского национального профсоюза киножурналистов за лучшую режиссуру зарубежного фильма (Жак Беккер).

## Создание и особенности
Сюжет фильма основан на реальной истории, найденной режиссёром Жаком Беккером в судебных отчётах за тот период, к которому относится повествование (рубеж XIX и XX века). Реальный прототип Мари «Золотой каски» — Амели Элли (фр.) по прозвищу «Золотая каска», а точнее «Золотой шлем». Съёмки фильма проводились осенью 1951 года на студии в Бийанкуре, а также в Анне-сюр-Марн. Премьера состоялась 16 апреля 1952 года.
Сразу после выхода лента была прохладно принята французской критикой, однако в Британии она была высоко оценена за визуальный стиль, передачу атмосферы эпохи и прекрасную игру актеров. Ныне «Золотая каска» является одной из признанных вершин в творчестве Беккера. Криминальный и полукриминальный мир мелких преступников и проституток показан в фильме без какой-либо романтизации, однако в этом мире находится место настоящей любви и дружбе. Эти эмоции воссоздаются в первую очередь в центральных для картины взаимоотношениях между героями Симоны Синьоре и Сержа Реджани. Несмотря на печальный финал, фильм не создаёт ощущения пессимизма: в последних кадрах герои вновь танцуют, как в день их первой встречи, что становится символом вечности подлинной любви. «В своей работе, — писал Беккер, — я не хочу доказывать ничего иного, кроме того, что жизнь сильнее всего остального».